# Серрюр, Огюст
Огюст Серрюр (фр. Auguste Serrure; 2 ноября 1825, Антверпен — 2 декабря 1902, Схарбек) — бельгийский художник, автор многочисленных картин на сюжеты из истории галантного века.
Уроженец Антверпена. Выпускник Антверпенской академии художеств. С начала 1860-х годов регулярно выставлял свои картины на салонах в Антверпене и Брюсселе, а также за границей, например в Лондоне. С 1856 года был женат на Паулине Ратинкс. Скончался в Схарбеке, пригороде Брюсселя, в 1902 году.
Как художник, Серрюр специализировался на создании исторических жанровых сцен, по возможности точно воспроизводивших быт и нравы высшего общества XVIII столетия. Сегодня работы Серрюра хранятся в коллекциях Королевских музеев Брюсселя, музее Орсе в Париже, музеев изящных искусств Нанта (Франция) и Лёвена (Бельгия), Художественного музея Филадельфии (США) и других.

## Галерея

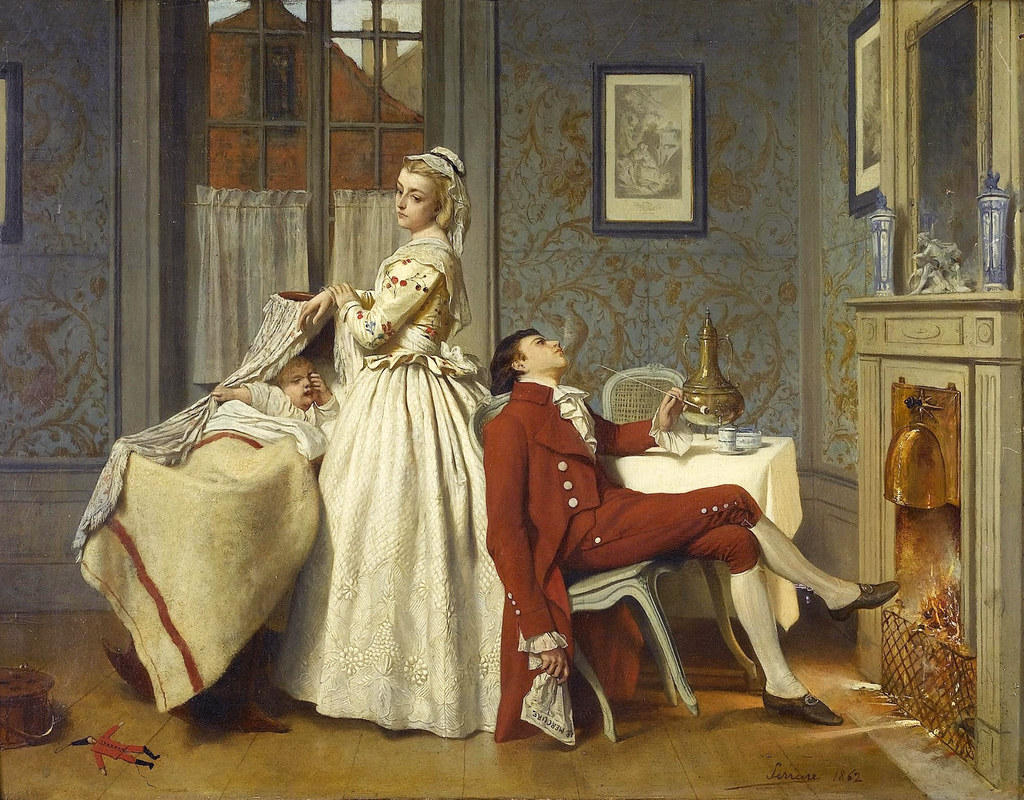
Медовый месяц окончен.
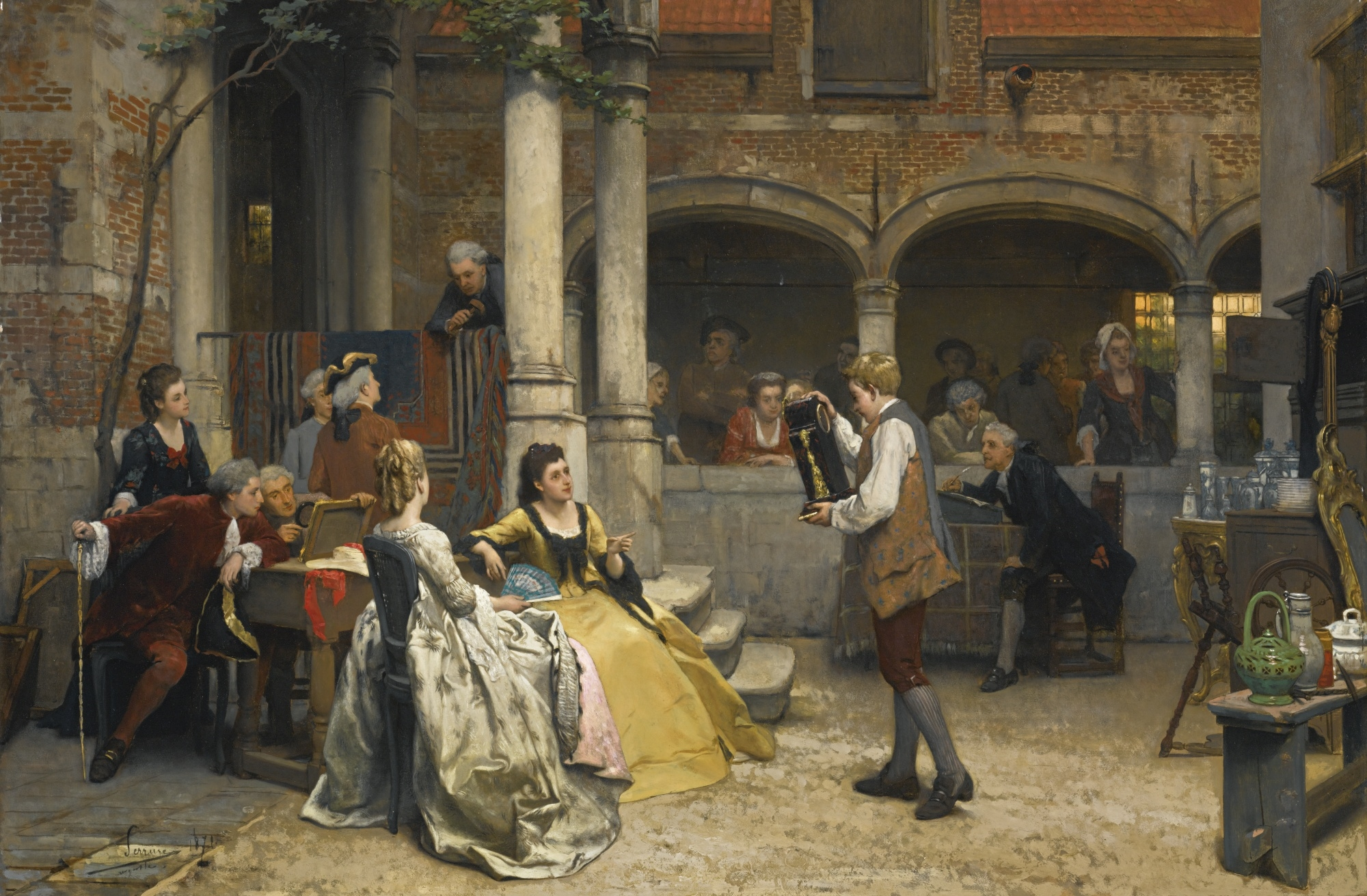
Аукцион.
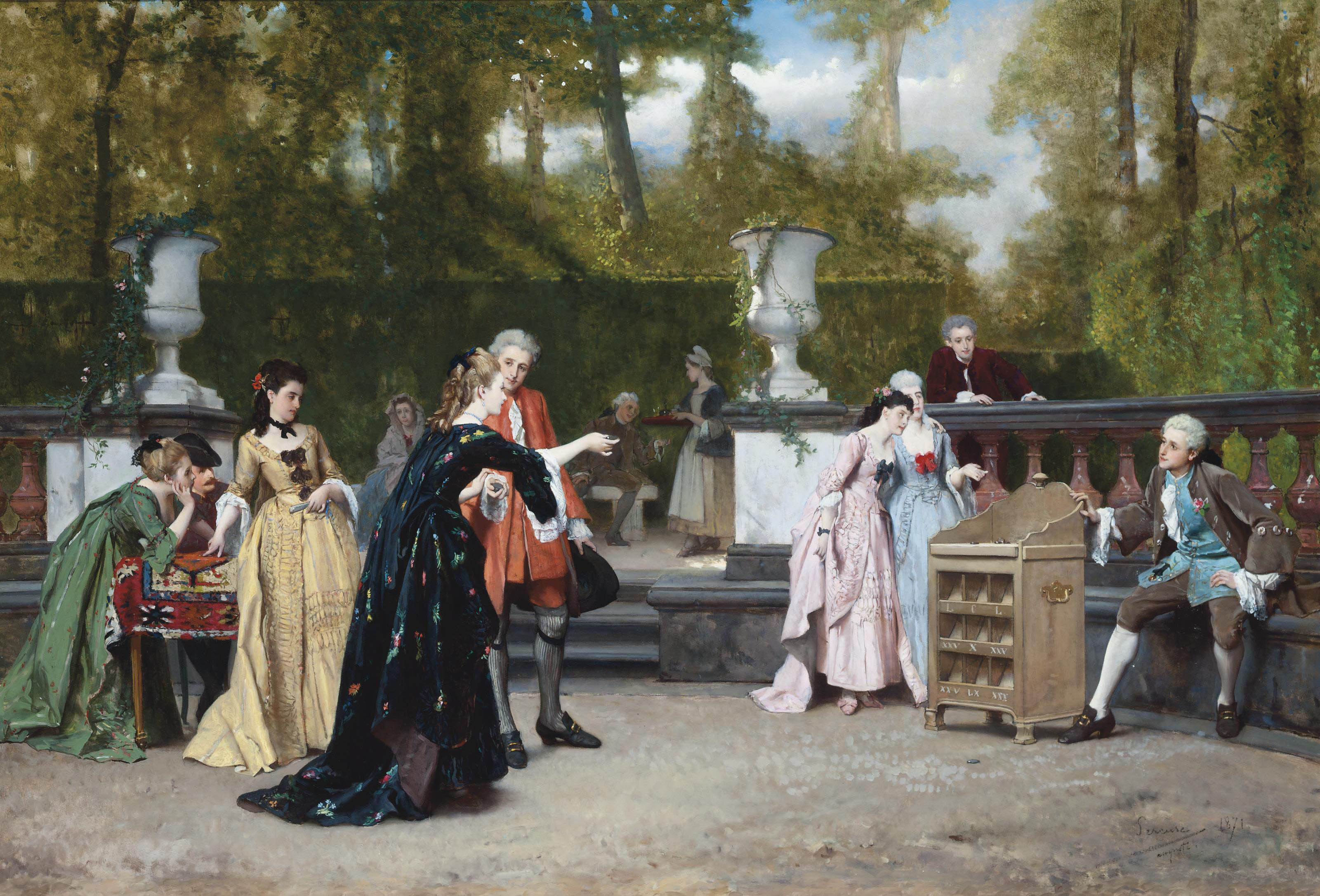
Очаровательная соперница.
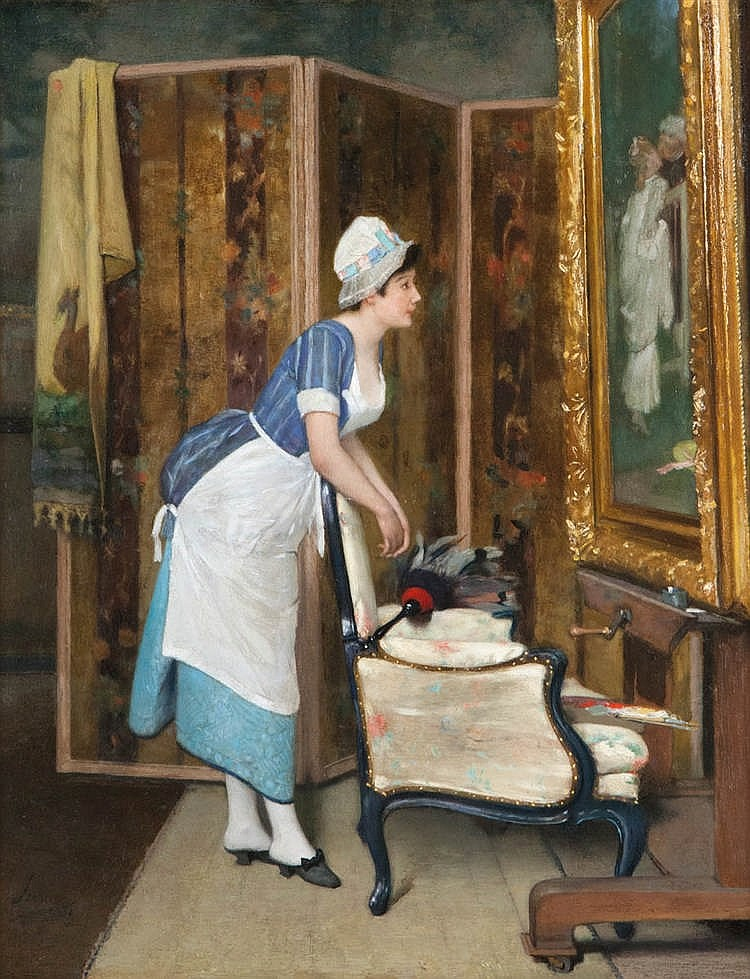
Горничная, любящая искусство.
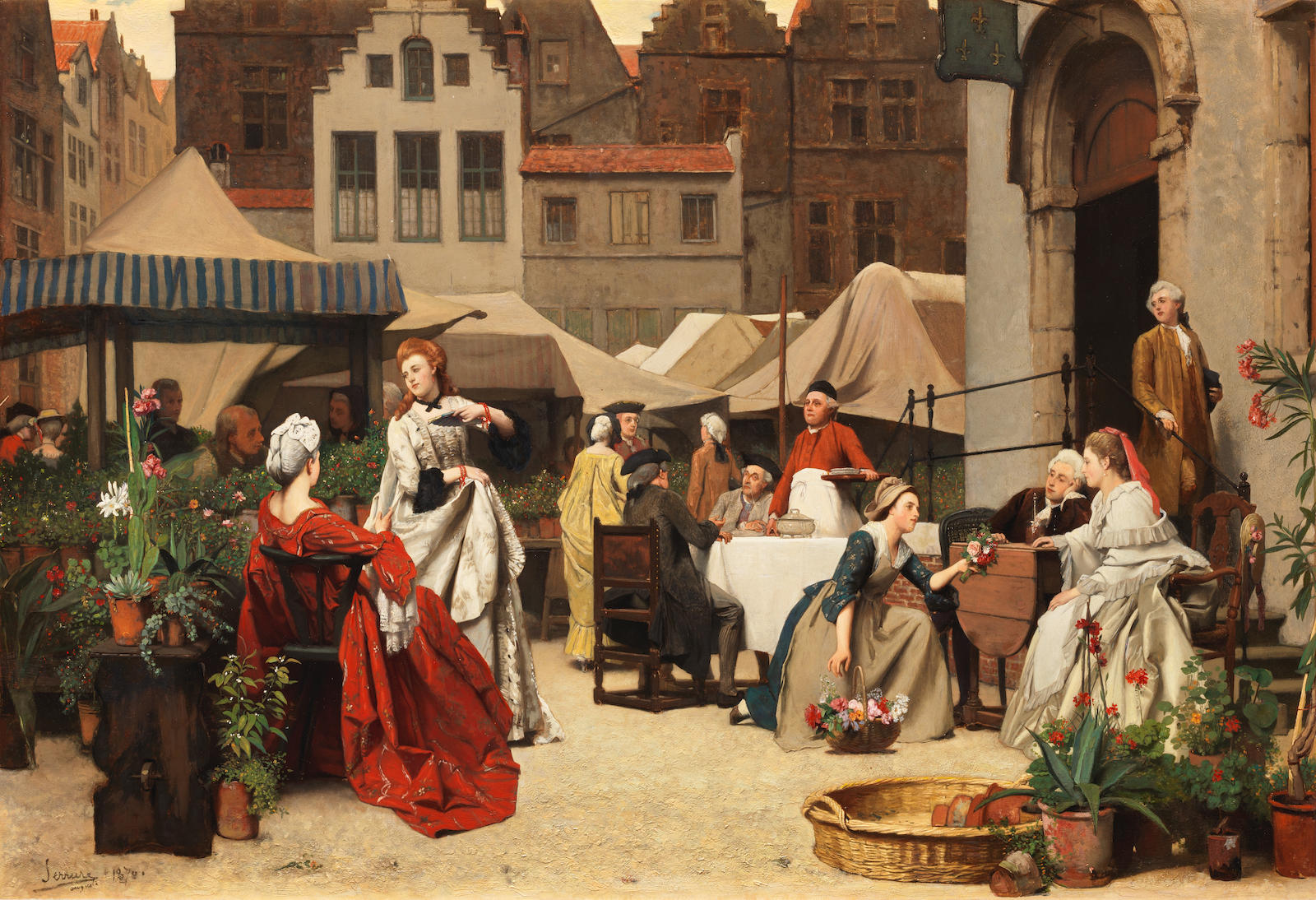
Продавщица цветов.
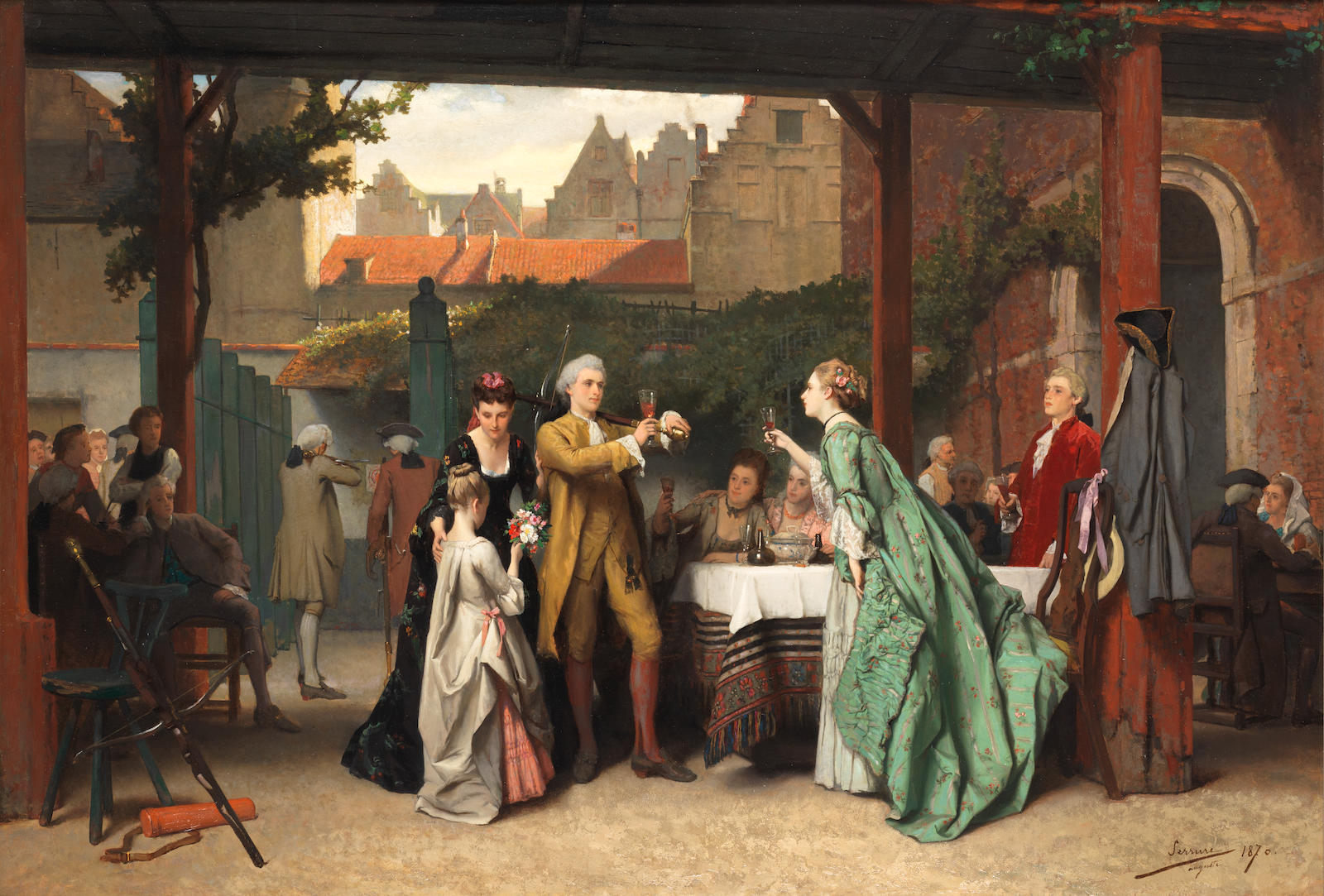
Тост за победителя (в соревновании стрелков из арбалета).
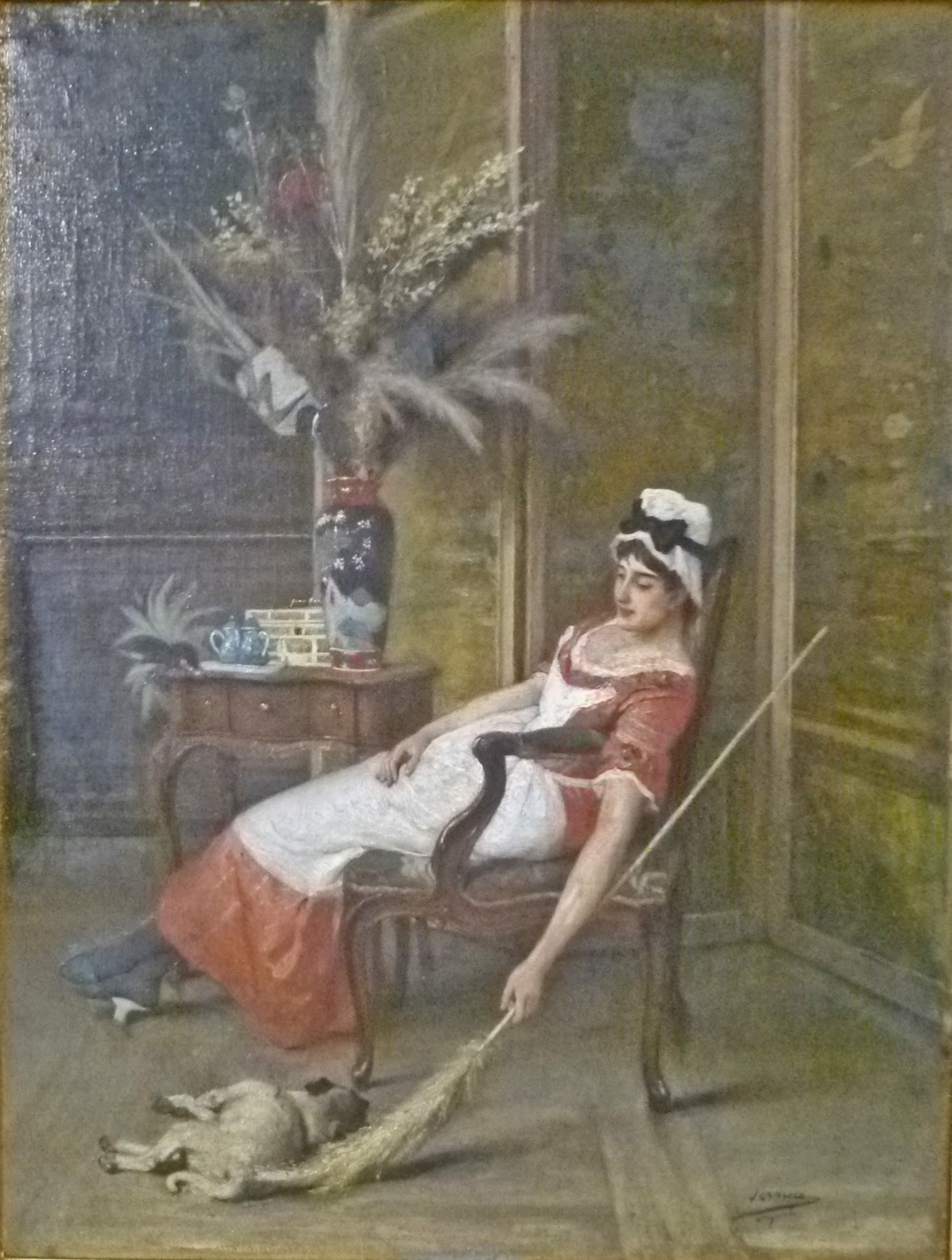
Уставшая горничная.
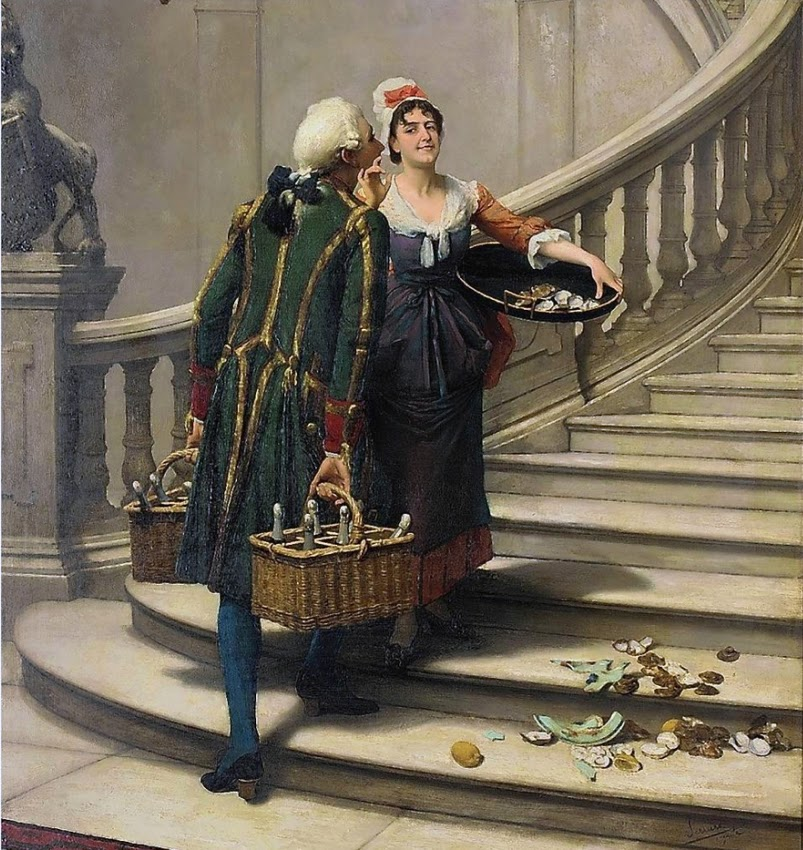
Лакей и горничная.